# III Родосское Всеправославное совещание
III Ро́досское Всеправосла́вное совеща́ние (греч. Γ΄ Πανορθόδοξη Διάσκεψη της Ρόδου) — совещание представителей поместных православных церквей, проходившее с 1 по 15 ноября 1964 года на греческом острове Родос.
III Родосское Всеправославное совещание явилось продолжением II Родосского Всеправославное совещания (1963). Задачей завещания было рассмотрение некоторых вопросов отношений Православной и Римско-католической церквей, Православной Церкви и Англиканского и Старокатолического исповеданий.

## Подготовка
Вселенский патриарх Афинагор в своём Послании Главам Поместных Православных Церквей от 15 июля 1964 года в следующих словах сформулировал задачу встречи: она должна быть совещанием «относительно способа сообщения принятого решения о предложении в направлении Римско-Католической Церкви диалога на равных правах, а также о ходе и содержании диалога, то есть о полях и секторах, вокруг которых с православной точки зрения будет происходить диалог».

## Участники совещания
Константинопольская православная церковь
1. Митрополит Илиопольский и Фирский Мелитон (Хадзис), председатель Совещания
2. Митрополит Родопольский Иероним (Константинидис);
3. Митрополит Мирский Хризостом (Константинидис), секретарь Совещания;
4. Профессор Василий Анагностопулос;
5. Профессор Панайотис Христу.

Александрийская православная церковь:
1. Митрополит Леонтопольский Константин (Кацаракис)
2. Митрополит Нубийский Синесий (Ласкаридис)
3. Митрополит Карфагенский Парфений (Койнидис);
4. Профессор Герасим Конидарис;
5. Профессор Димитрий Мораитис.

Антиохийская православная Церковь
1. Митрополит Эмесский Александр (Геха)
2. Митрополит Алеппский Илия (Муауад)
3. Профессор Евгений Михаилидис

Иерусалимская православная церковь
1. Архиепископ Филадельфийский Епифаний (Папавасилиу);
2. Архиепископ Кириакопольский Аристовул (Аристидис);
3. Настоятель храма Гроба Господня архимандрит Герман;
4. Профессор Панайотис Трембелас;
5. Профессор Василий Веллас.

Русская православная церковь
1. Митрополит Ленинградский и Ладожский Никодим (Ротов);
2. Архиепископ Брюссельский и Бельгийский Василий (Кривошеин);
3. Архимандрит Филарет (Вахромеев), инспектор Московской духовной академии;
4. Протоиерей Фериз Берки, благочинный-администратор венгерских православных приходов в Венгрии;
5. Алексей Буевский, секретарь Отдела внешних церковных сношений Московского Патриархата.

Грузинская православная церковь
- Епископ Шемокмедский Илия (Гудушаури-Шиолашвили) (в знак протеста покинул совещание)

Сербская православная церковь
1. Митрополит Загребский Дамаскин (Грданички)
2. Епископ Бачский Никанор (Иличич)
3. Епископ Банялукский Андрей (Фрушич)
4. Профессор Стоян Гошевич

Румынская православная церковь
1. Митрополит Молдовский и Сучавский Иустин (Моисеску);
2. Митрополит Олтенийский Фирмилиан (Марин)
3. Профессор-диакон Николай Николаеску.

Болгарская православная церковь
1. Митрополит Старо-Загорский Климент (Кинов);
2. Митрополит Сливенский Никодим (Пиперов);
3. Профессор Апостол Михайлов.

Кипрская православная церковь
1. Митрополит Пафский Геннадий (Махериотис);
2. Епископ Тримифунтский Георгий (Павлидис);
3. Профессор Андрей Мицидис.

Элладская православная церковь:
1. Митрополит Фессалоникийский Пантелеимон (Папагеоргиу);
2. Митрополит Митиленский Иаков (Клеомвротос);
3. Митрополит Триккский и Стагонский Дионисий (Хараламбус);
4. Митрополит Кифиронский Мелетий (Галанопулос);
5. Профессор Амилкар Аливизатос;
6. Профессор Панайотис Брациотис;
7. Профессор Иоанн Кармирис.

Польская православная церковь
- Архиепископ Белостокский и Гданьский Стефан (Рудык)

Чехословацкая православная церковь
1. Епископ Требишовский Мефодий (Милли);
2. Профессор-протоиерей Андрей Михалов, декан православного богословского факультета в Прешеве.

Финляндская православная церковь
1. Архиепископ Карельский и всея Финляндии Павел (Гусев-Олмари);
2. Хейки Киркинен[фин.], доктор философии.

## Работа совещания
В начале своей работы Совещание направило всем главам автокефальных Православных Церквей телеграмму за подписью митрополита Илиопольского и Фирского Мелитона (Хадзиса), в которой он выражал надежду, «что Бог Живый, сподобивший нас провести в единстве духа и в любви Христовой два предшествовавшие Всеправославные Совещания, направит стопы наши к решениям, согласным с Его святой волей на благо Его Церкви, христианского и всего мира», а также испрашивал у предстоятелей Церквей «горячих молитв Церкви об изобильном содействии Святаго Духа нашему Совещанию».
Грузинская православная церковь как и в случае с I и II Родосскими всеправославными совещаниями получила приглашение в качестве автономной церкви, а не автокефальной. Прибывший на заседание представитель Грузинского Патриархата епископ Илия (Гудушаури-Шиолашвили), приведя доказательства в пользу исторической обоснованности автокефалии ГПЦ, поставил перед Константинопольским Патриархатом вопрос о признании этого факта на международном уровне и об определении места в диптихе, соответствующего положению Церкви. Не достигнув взаимопонимания с участниками совещания, епископ Илия в знак протеста оставил заседание.
Третье Всеправославное предсоборное совещание обсуждало, в частности, согласованную позицию Православных Церквей по отношению ко Второму Ватиканскому собору. По словам архиепископа Василия (Кривошеина) в диалоге с Католической Церковью в тот период возникали трудности:
- Папа Римский Павел VI в своей энциклике Ecclesiam suam[англ.] обозначил первенство Рима, как основу диалога.
- Декрет Второго Ватиканского Собора «О Восточных Церквах» вызвал резко критическую реакцию православных, так как этот же термин применялся к униатам.
- Для Сербской и Румынской Православных Церквей униатское движение представляло собой серьезную проблему (для других Православных Церквей, и в частности для Русской в те годы этот вопрос не был так актуален, как сегодня).

Совещание пришло к заключению, что для плодотворного начала богословского диалога с католиками необходимы соответствующая подготовка и создание подходящих условий. Было решено, что «каждая Поместная Православная Церковь по своему собственному почину, а не от имени всего Православия,
свободна продолжать и развивать братские отношения с Римско-Католической Церковью в надежде, что этим путём постепенно могут быть нейтрализованы существующие ныне трудности». Было выражено пожелание, чтобы «Поместные Православные Церкви изучали подробности этого диалога с православной точки зрения и обменивались между собой результатами этого изучения, а также всякой иной уместной информацией».
Всеправославное совещание обсудило отношения Православной Полноты с Англиканской и Старокатолической Церквами. Было решено наземедлительно создать межправославные богословские комиссии для продолжения богословских дискуссий с Англиканской и Старокатолической Церквами. Было выражено желание развивать братские отношения с нехалкидонскими церквами.
15 ноября 1964 года по завершении работы Совещания в воскресенье за Божественной литургией, совершённой главами делегаций в Благовещенском кафедральном соборе Родосской митрополии, с амвона было оглашено на греческом, арабском и русском языках принятое Совещанием Послание.
Третье Всеправославное Совещание также разработало и приняло документ, озаглавленный «Решение Третьего Всеправославного Совещания».

## Итоги
Три Всеправославных совещания на острове Родос, созванные с целью выработки общеправославного подхода к решению проблем, которые встают между православными церквями в рамках подготовки к Всеправославному Собору, не смогли решить всех проблем, и собор не состоялся в заявленные сроки. Однако материалы Родосских всеправославных совещаний рассматривались Русской православной церковью в качестве высших руководящих документов.